# Симуляция (юриспруденция)
Симуляция (лат. simulatio — видимость, притворство) — создание видимости болезни или отдельных её симптомов человеком, не страдающим данным заболеванием. Различают умышленную и патологическую симуляцию.
Умышленная симуляция обычно совершается для уклонения от военной службы, от работы, от учёбы, избежания наказания, в корыстных целях (например, получение пособия по нетрудоспособности). Для избежания наказания и уклонения от военной службы часто симулируются психические заболевания.
Патологическая симуляция — это один из симптомов имеющегося у больного психического заболевания (например, истерии, синдром Мюнхгаузена).

## Юридическая ответственность
Законодательство не устанавливает ответственности за симуляцию как таковую, но она может вызывать ответственность, в том числе уголовную, если симуляция используется как обоснование получения льгот, привилегий или уклонения от обязанностей — конкретно за эти деяния.
В частности, установлена уголовная ответственность за уклонение от призыва на военную службу или уклонение от несения обязанностей военной службы, в том числе и путём симуляции заболевания.

## Случаи симуляции с целью избежать уголовного наказания
По данным генерального секретаря организации «Глобальная инициатива в психиатрии» Р. ван Ворена (публикация в журнале Psychiatric Bulletin), симуляция с целью избежать уголовного наказания — распространённое явление, благодаря тому что система судебной психиатрии открыта для коррупции; в некоторых случаях влиятельные преступники «покупают» себе ложный диагноз, чтобы избежать длительного тюремного заключения. Как отмечал ван Ворен, случаи такого рода получили распространение и в советский:321, и в постсоветский период:261 (в России и других бывших союзных республиках — в частности, Литве и Грузии:321).
Во время перестройки в советской прессе публиковалось множество статей, в которых критиковалась практика госпитализации преступников, симулировавших психические заболевания. Так, согласно данным, публиковавшимся в «Медицинской газете», взяточничество в СССР привело к целой системе, с помощью которой преступники получали возможность избежать наказания, подвергаясь госпитализации в психиатрические больницы. Эта система приводила к освобождению особо опасных преступников через 2—3 года:321.
В связи со случаями госпитализации преступников, симулировавших психические заболевания, в СМИ получил распространение термин «оправдательная психиатрия», использовавшийся, в частности, А. Подрабинеком.

## Схожие явления
От симуляции следует отличать:
- самовнушение, когда человек (возможно, психически больной, но часто — просто излишне мнительный) искренне убеждён в наличии у него тяжёлого соматического недуга, например рака; к случаям такого рода относится, в частности, ипохондрия;
- аггравацию — преувеличение признаков действительно существующей болезни;
- членовредительство — искусственно вызванное (и уже настоящее) повреждение или заболевание, как правило, с теми же целями, что и симуляция.